# On Avery Island
| Đánh giá chuyên môn | Đánh giá chuyên môn |
| Nguồn đánh giá      | Nguồn đánh giá      |
| Nguồn               | Đánh giá            |
| ------------------- | ------------------- |
| AllMusic            | [ 1 ]               |
| Robert Christgau    | [ 2 ]               |
| NME                 | 9/10                |

On Avery Island là album phòng thu đầu tay của ban nhạc người Mỹ Neutral Milk Hotel. Nó được phát hành vào ngày 26 tháng 6 năm 1996 bởi hãng đĩa Merge Records.

## Bối cảnh
Tiêu đề xuất phát từ đảo Avery, một đảo vòm muối tại miền nam Louisiana. Đảo Avery là nơi đặt trụ sở McIlhenny Company, công ty làm sốt Tabasco nổi tiếng.
Phiên bản CD tại Anh có hai track tặng kèm: "Everything Is" và "Snow Song Pt. 1," cả hai đều được lấy từ đĩa "Everything Is" mà không có sự cho phép của Jeff Mangum. Trên vinyl LP, "Pree-Sisters Swallowing a Donkey's Eye" dài 3:28, trong khi phiên bản đầy đủ dài 13:49. Phiên bản tại Anh cũng có bìa khác, được làm bởi Jill Carnes của Thimble Circus.

## Danh sách bài át
Tất cả các ca khúc được viết bởi Jeff Mangum, trừ khi có ghi chú. Phần kèn được sắp xếp bởi Robert Schneider..
| STT | Nhan đề                                                 | Thời lượng |
| --- | ------------------------------------------------------- | ---------- |
| 1.  | "Song Against Sex"                                      | 3:40       |
| 2.  | "You've Passed"                                         | 2:54       |
| 3.  | "Someone Is Waiting"                                    | 2:31       |
| 4.  | "A Baby for Pree"                                       | 1:21       |
| 5.  | "Marching Theme"                                        | 2:58       |
| 6.  | "Where You'll Find Me Now"                              | 4:04       |
| 7.  | "Avery Island/April 1st" (Jeff Mangum/Robert Schneider) | 1:48       |
| 8.  | "Gardenhead/Leave Me Alone"                             | 3:14       |
| 9.  | "Three Peaches"                                         | 4:01       |
| 10. | "Naomi"                                                 | 4:53       |
| 11. | "April 8th"                                             | 2:47       |
| 12. | "Pree-Sisters Swallowing a Donkey's Eye"                | 13:49      |

## Thành phần tham gia
- Jeff Mangum - guitar, trống, hát, chuông, xylophone, air organ, keyboard, tape, thiết kế bìa
- Robert Schneider - air organs, home organ, fuzz bass, xylophone, sắp xếp phần kèn
- Lisa Janssen - fuzz bass trong track 2 và 8
- Steven Zhu - violin, sáo, hát nền trong track 3 và 8
- Kelsea Giannini - bàn xếp và chuông trong track 4 và 8
- Rick Benjamin - trombone trong track 1, 7, 8

Track 12 có Merisa Bissinger, Hilarie Sidney, Zachary DeMichele, Dane Terry, Lisa Janssen, Aaron Reedy, và Jeff Mangum biểu diễn nhiều nhạc cụ khác nhau từ Indonesia.